# Emile De Sagher
Emile Henri De Sagher (Ieper, 17 september 1864 - Cayeux-sur-Mer, 5 juli 1917) was een historicus en stadsarchivaris van Ieper.

## Levensloop
Zoon van Henri Albert en Rosalia Visage. Hij volgde middelbare school aan het bisschoppelijk college te Ieper. Na zijn universitaire studies huwde hij Emma Derathé waarmee hij vier kinderen kreeg, waaronder Henri E. de Sagher.

## Stadsarchivaris
In 1885 trad hij als hulparchivaris onder Arthur Merghelynck in dienst bij het Stadsarchief van Ieper. Hij volgde deze in 1896 op als stadsarchivaris van Ieper. In tegenstelling tot de genealogische werkzaamheden van Merghelynck maakte Emile De Sagher werk van een volledige inventaris van het Iepers stadsarchief. Hij indexeerde belangrijke archiefreeksen zoals de staten van goed, wettelijke passeringen en de oorkonden van liefdadigheidsinstellingen. De publicatie van deze volledige inventaris heeft hij niet kunnen afronden door de Eerste Wereldoorlog.
Hij werd door het stadsbestuur op 26 september 1914 voor twee maanden geschorst. Door deze schorsing werden de archieven en zijn persoonlijke handschriften niet tijdig geëvacueerd uit de belforttoren die eind november door Duitse bombardementen vuur vatte. De Sagher week uit naar Cayeux-sur-Mer waar hij in 1917 overleed.

## Publicaties
- Notice sur les archives communales d'Ypres, 1898.
- Comptes de la ville d'Ypres de 1267 à 1329, 1909-1913 (i.s.m. Guillaume Des Marez).